# بديع سلوك (الرقة)
بديع سلوك قرية سورية تتبع ناحية سلوك في منطقة تل أبيض في محافظة الرقة. بلغ عدد سكانها 76 نسمة في عام 2004 حسب إحصاء المكتب المركزي للإحصاء.